# Tony Anselmo
Anthony Anselmo (nacido el 18 de febrero de 1960) es un animador y actor de voz estadounidense. Desde 1985, ha sido la voz oficial del personaje del Pato Donald.

## Vida laboral
Tony Anselmo se unió a Disney Studios en 1980. Trabajó y se hizo amigo de Clarence Nash, la voz oficial del Pato Duck desde 1934, lo que lo llevó a reemplazarlo después de su muerte en 1985.
Fue nombrado Disney Legends en 2009.

## Carrera

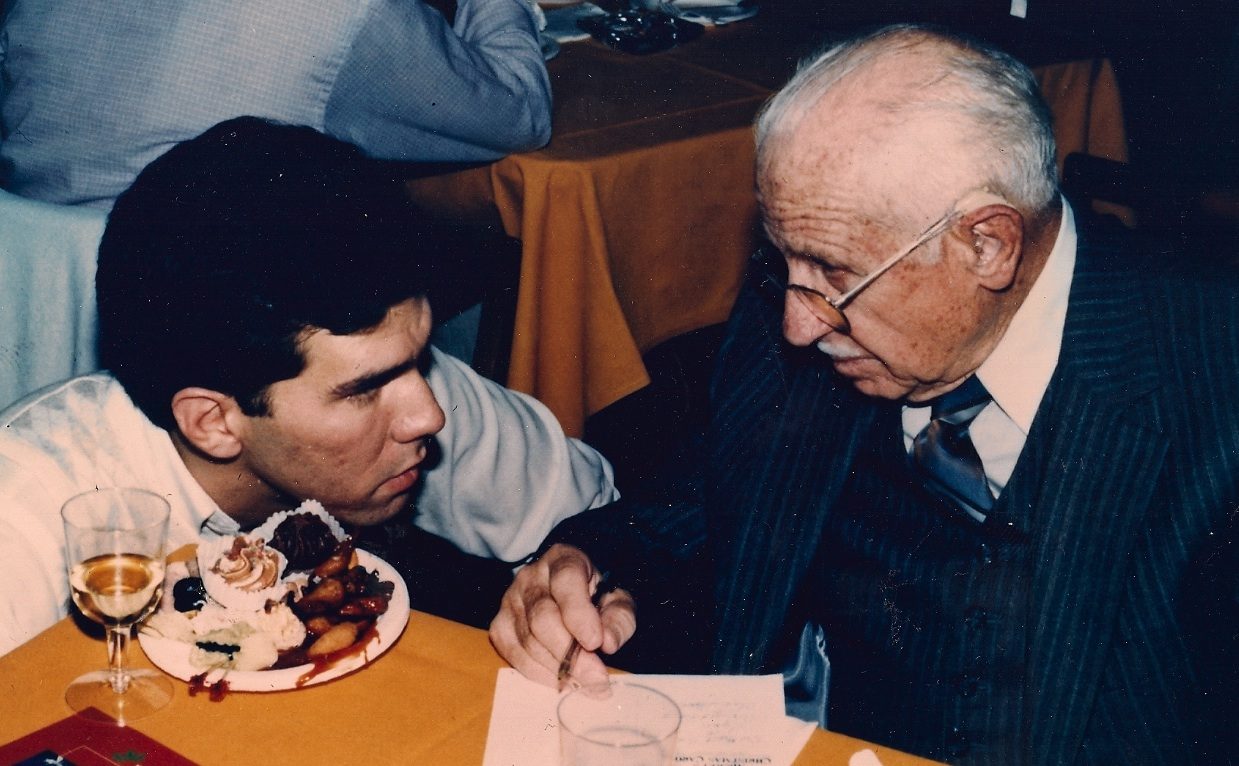
Tony Anselmo y Clarence Nash

La carrera de Anselmo como animador comenzó en 1980, a la edad de 20 años. En los años siguientes, Anselmo contribuyó a la animación de 20 largometrajes animados de Disney, incluidos The Black Cauldron, La sirenita, La bella y la bestia, El rey león, Tarzán y The Emperor's New Groove. Anselmo fue entrenado y asesorado por la voz original de Donald, Clarence Nash, quien falleció en 1985 y Anselmo heredó el papel del Pato Donald tal como lo había deseado Nash. Prestó su voz a Donald por primera vez en un especial de D-TV Valentine de 1986 en Disney Channel.
Walt Disney insistió en la consistencia e integridad de los personajes. Mientras Clarence Nash estuviera vivo, a nadie más que a Clarence se le permitió proporcionar la voz de Donald. Continuando con esa tradición, en 1988 Roy E. Disney creó el departamento de Disney Character Voices para asegurar la continuación de la integridad, consistencia y calidad de los personajes en los métodos de grabación.

## Filmografía

### Películas
| Año       | Título                                      | Personaje                                    | Notas                  |
| --------- | ------------------------------------------- | -------------------------------------------- | ---------------------- |
| 1986      | The Great Mouse Detective                   | Guardia matón # 3                            |                        |
| 1987      | Down and Out with Donald Duck               | Pato Donald, Pata Daisy, Huey, Dewey y Louie |                        |
| 1988      | ¿Quién engañó a Roger Rabbit?               | Pato Donald                                  | Cameo                  |
| 1990      | El príncipe y el mendigo                    | Pato Donald                                  |                        |
| 1990      | Disney Sing-Along Songs: Disneyland Fun     | Pato Donald                                  | Directo a DVD          |
| 1994-1995 | Serie Mickey's Fun Songs                    | Pato Donald                                  | Serie directa a DVD    |
| 1998      | The Spirit of Mickey                        | Pato Donald                                  | Película directa a DVD |
| 1999      | Mickey's Once Upon a Christmas              | Pato Donald                                  | Película directa a DVD |
| 2000      | Fantasía 2000                               | Pato Donald                                  | Película directa a DVD |
| 2001      | Mickey's Magical Christmas                  | Pato Donald                                  | Película directa a DVD |
| 2002      | Mickey's House of Villains                  | Pato Donald                                  | Película directa a DVD |
| 2004      | The Lion King 1½                            | Pato Donald                                  | Película directa a DVD |
| 2004      | Mickey, Donald, Goofy: Los Tres Mosqueteros | Pato Donald                                  | Película directa a DVD |
| 2004      | Mickey's Twice Upon a Christmas             | Pato Donald                                  | Película directa a DVD |

### Cortometrajes
| Año  | Título             | Personaje   | Notas                                            |
| ---- | ------------------ | ----------- | ------------------------------------------------ |
| 2023 | Once Upon a Studio | Pato Donald | Cortometraje de los 100 años de Disney (Disney+) |

### Series animadas
| Año       | Título                                 | Personaje              | Notas                                        |
| --------- | -------------------------------------- | ---------------------- | -------------------------------------------- |
| 1986      | Los verdaderos cazafantasmas           | Alcalde de Morrisville | Primer episodio                              |
| 1987-1990 | Patoaventuras                          | Pato Donald            | 9 episodios                                  |
| 1988      | Totally Minnie                         | Pato Donald            | Especial de televisión                       |
| 1988      | Mickey's 60th Birthday                 | Pato Donald            | Especial de televisión                       |
| 1989-1990 | Walt Disney's Wonderful World of Color | Pato Donald            |                                              |
| 1993      | Bonkers                                | Pato Donald            | Episodio "Going Bonkers"                     |
| 1994-1996 | Gargoyles                              | Voces adicionales      |                                              |
| 1996      | Quack Pack                             | Pato Donald            | 39 episodios                                 |
| 1999-2000 | Mickey Mouse Works                     | Pato Donald            | 31 episodios                                 |
| 2001-2003 | House of Mouse                         | Pato Donald            | 48 episodios                                 |
| 2006-2016 | La casa de Mickey Mouse                | Pato Donald            | 122 episodios                                |
| 2007-2016 | Phineas y Ferb                         | Voces adicionales      | Episodio: "Mommy Can You Hear Me?/Road Trip" |
| 2012-2016 | Minnie's Bow-Toons                     | Pato Donald            | 40 episodios                                 |
| 2013-2019 | Mickey Mouse                           | Pato Donald            | 38 episodios                                 |
| 2017-2021 | Patoaventuras                          | Pato Donald            | Personaje Principal                          |
| 2018      | La leyenda de los tres caballeros      | Pato Donald            | Personaje Principal                          |
| 2020      | The Wonderful World of Mickey Mouse    | Pato Donald            | Personaje Principal                          |
| 2021      | Mickey Mouse Funhouse                  | Pato Donald            | Personaje Principal                          |

### Videojuegos
| Año  | Título                                       | Personaje   |
| ---- | -------------------------------------------- | ----------- |
| 2000 | Mickey's Speedway USA                        | Pato Donald |
| 2000 | Donald Duck: Goin' Quackers                  | Pato Donald |
| 2002 | Kingdom Hearts                               | Pato Donald |
| 2002 | Disney Golf                                  | Pato Donald |
| 2002 | Disney's PK: Out of the Shadows              | Pato Donald |
| 2002 | Disney Sports Soccer                         | Pato Donald |
| 2002 | Disney Sports Skateboarding                  | Pato Donald |
| 2002 | Disney Sports Football                       | Pato Donald |
| 2002 | Disney Sports Basketball                     | Pato Donald |
| 2003 | Disney's Party                               | Pato Donald |
| 2003 | Toontown Online                              | Pato Donald |
| 2006 | Kingdom Hearts II                            | Pato Donald |
| 2008 | Disney Think Fast                            | Pato Donald |
| 2008 | Kingdom Hearts Re: Chain of Memories         | Pato Donald |
| 2009 | Kingdom Hearts 358/2 Days                    | Pato Donald |
| 2010 | Epic Mickey                                  | Pato Donald |
| 2010 | Kingdom Hearts Birth by Sleep                | Pato Donald |
| 2011 | Kinect: Disneyland Adventures                | Pato Donald |
| 2011 | Kingdom Hearts coded                         | Pato Donald |
| 2012 | Epic Mickey 2: The Power of Two              | Pato Donald |
| 2012 | Epic Mickey: Mundo Misterioso                | Pato Donald |
| 2012 | Kingdom Hearts 3D: Dream Drop Distance       | Pato Donald |
| 2014 | Disney Magical World                         | Pato Donald |
| 2014 | Disney Infinity 2.0                          | Pato Donald |
| 2014 | Kingdom Hearts HD 2.5 ReMIX                  | Pato Donald |
| 2015 | Disney Infinity 3.0                          | Pato Donald |
| 2017 | Kingdom Hearts HD 2.8 Final Chapter Prologue | Pato Donald |
| 2019 | Kingdom Hearts III                           | Pato Donald |
| 2020 | Kingdom Hearts: Melody of Memory             | Pato Donald |